# Империя Онлайн АО
Империя Онлайн АО — болгарский разработчик и издатель игр. Компанию создали Мони Дочев и Доброслав Димитров в городе София, Болгария..
В самом начале компания сосредоточилась на разработке браузерных игр с основным заглавием одноимённой игры — Империи Онлайн, но позже начала создавать и мобильные игры.
21 сентября 2018 года Империя Онлайн становится частью Stillfront Group — группа независимых создателей, издателей и распространителей игр. Под руководством Stillfront находятся девять почти автономных дочерних компаний: Империя Онлайн в Болгарии, Bytro Labs, OFM Studios, Goodgame Studios и Playa Games в Германии, Coldwood Interactive в Швеции, Power Challenge в Великобритании и Швеции, Dorado Online Games в Мальте, Simutronics в США, Babil Games в ОАЭ и Иордании, а также eRepublik в Ирландии и Румынии.
Игры Stillfront распространяются по всему миру. Основной рынок — это Германия, США, Франция, Великобритания, Ближний восток и Северная Африка.
К 2019 году у компании насчитывается более 25 заглавий и ещё несколько в процессе разработки.
В данный момент «Империя Онлайн» АО разрабатывает игры для веб браузеров, iOS, Android, Windows Phone, Steam и социальных сетей Facebook, Одноклассники и ВКонтакте.

## История
- «Империя Онлайн» АО официально создана в сентябре 2009 г., но основная идея родилась вместе с её основным продуктом — стратегия в реальном времени Империя Онлайн ещё в 2005 году.

Все детали, изготовление игровой механики и программного кода дело рук основателей игры — геймдизайнера Доброслава Димитрова и Мони Дочева — в то время программист свободной практики.
- В январе 2005 г. идея переросла в концепцию. Тогда 23 августа 2005 года официально выходит эра 1 королевства 1 Империи Онлайн и начинается история.
- В 2006 г. стартуют королевства двух новых версий Империи Онлайн. Игра переведена на 12 языков благодаря назначенным в компанию переводчикам, а также внешним переводчикам. В этом же году проходит первое в своём роде соревнование в Империи Онлайн — «Нашествие кочевников».
- В 2007 г. «Империя Онлайн» АО выпускает «Галактическую Империю» (Galactic Imperia) — новую браузерную игру с футуристическим контекстом.
- После того как в течение целого года создавалась концепция и игровая механика, в марте 2008 г. выпускается игра «Глобальные войны».
- В 2009 г. «Империя Онлайн» АО выпускает свою первую ролевую игру — Имперский герой (Imperial Hero). В том же году выходит игра «Ludo» для iOS и Facebook — в классическую пошаговую настольную игру уже можно играть с реальными игроками онлайн.
- На следующий год появляется «Онлайн Артиллерия» — пошаговая стрелялка с орудиями.
- В 2011 г. впервые проходит Чемпионат Мира в Империи Онлайн, где болгарская сборная одерживает победу.
- В 2012 г. состоится второй Чемпионата мира и снова победителем становится болгарская сборная. В этом же году «Империя Онлайн» становится участником в On!Fest.
- В 2013 г. проходит третий Чемпионат Мира в Империи Онлайн. На этот раз золото присуждено Хорватии. В это время в компании работает более 100 сотрудников. В этом году открывается школа для обучения разработчиков (Имперский тренировочный лагерь).

Основной продукт компании — Империя Онлайн — продолжает развиваться и получает версию для iOS и для самой большой российской социальной сети — Одноклассники. После этого игра становится доступна и на Android. В конце года выходит последняя версия Империи Онлайн — версия 6, под названием Великие люди, у которой появился новый дизайн, обогащённый и разнообразный геймплей. «Империя Онлайн» АО является одним из экспонентов Gamescom, Dubai World Game Expo. Компания финансирует Sofia Game Jam, Intergame Tallinn и #archHackaton, а также болгарскую команду Boogie Woogie танцев на Первенстве в Москве, Россия.
- В 2014 г. «Империя Онлайн: Великие люди» выходит на Android, Windows Phone[5] и Facebook; Microsoft выбирает Империю Онлайн в подраздел Предпочитаемые игры в Windows Store.[6]

Во второй половине года «Империя Онлайн» АО выпускает несколько мобильных игр: «Mad Moles» и «Online Artillery 2» для iOS и Facebook. Позже в этом же году Mad Moles выходит и на Android. В октябре появляется iOS версия «Rocket Chameleon», а позже и Android версия. В ноябре компания выпускает «Egg Tales» для iOS. Тем временем в октябре и ноябре проходит четвёртое издание Чемпионата мира Империи Онлайн, на этот раз победу одержала бразильская команда.
В течение года компания финансировала экспедицию на каяках «Black Sea Solo», HackFMI, а также Launchub. «Империя Онлайн» АО среди экспонентов Gamescom в Кёльне и Intergame в Таллине, где Доброслав Димитров выступает с лекцией на тему «Победа в войне за инженерами программного обеспечения». Компания становится членом «БАИТ» (Болгарская ассоциация информационных технологий) и «БАСКОМ» (Болгарская ассоциация компаний программного обеспечения).
- В 2015 г. выходят много заглавий, одна из которых «Imperial Hero II» — римейк Imperial Hero, опубликованная для Android, Facebook и Web. Game Troopers публикуют Империю Онлайн для Windows Phone и так игра становится предпочитаемым Xbox заглавием. В январе компания выпускает средневековую пошаговую стратегию «Seasons of War» для Android[13], а позже и для iOS. В этом же месяце выходят «Jolly Join» и «Golem Wars» для iOS. В феврале 2015 г. для iOS выпускается «Robo Risk» и «Cluster Six», «Egg Tales» появляется на Android.

В июне «Империя Онлайн» АО выпускает «Ishi» для Android, а через два месяца компания снова участвует в Gamescom. В октябре компания публикует «FlapOTron 3D Touch» для iOS и «Ludo Blitz» — для iOS, Android и Facebook. Эта игра является обновлённой версией Ludo с 2009 г. В этом же месяце компания участвует в Game Connection в Париже. Там оперативный директор Цветан Русимов является лектором.
Месяц спустя «Online Artillery 2» становится доступной на Android, а также в специальной 3D Touch версии для iPhone 6s. В декабре 2015 г. выходит «Ishi GO» для iOS. В конце года «Империя Онлайн» АО становится партнёром ВКонтакте, после чего игра Империя Онлайн для Android и iOS интегрируется в разделе «игры» этой платформы.
- 2016 год начинается участием «Империи Онлайн» АО в Casual Connect Amsterdam. В этом событии Online Artillery 2 получает Indie номинацию. В апреле Империя Онлайн выходит в Steam. В этом же году Доброслав Димитров, сооснователь компании, принимает участие в Webit 2016 в дискуссии под названием «Введение в Endeavor и выученные уроки от реализации глобального, локального и отсутствующего финансирования».

В мае «Империя Онлайн» АО выпускает игру Viber Emperors для Android и iOS. Игра переведена на 30 языков, предлагает такие модули, как «Пригласите Viber друга», имеет собственный пакет наклеек. В этом же месяце Мони Дочев, сооснователь компании, участвует в жюри E-volution Awards на Forbes. В Windows Store выпускается Ludo Blitz. Летом 2016 г. Цветан Русимов, оперативный директор «Империи Онлайн» АО, участвует на конференции Pocket Gamer Connects в Хельсинки и Ванкувере, Mobile Game Asia 2016, а также Israel Mobile Summit 2016. Кроме этого компания посещает Entertainment Expo в Лос-Анджелесе, США. В ноябре Цветан Русимов читают лекцию на Game Connection в Париже второй год подряд. С конца октября 2016 года до конца декабря того же года состоится пятый Чемпионат Мира Империи онлайн, в котором победителем является Сборная Польши.
- В январе 2017 г. Цветан Русимов участвует в International Mobile Gaming Awards (IMGA) в Китае как член жюри.[18][19] Сразу после этого он посещает Mobile Games Forum в Великобритании, где читает лекцию.[20] Затем оперативный директор участвует в Четвёртой международной инвестиционной программе GameFounders в Куала-Лумпур, Малайзия, как один из трёх менторов программы.

В феврале Империя Онлайн становится первой браузерной игрой, которая интегрирует ClanPlay — платформа для социального общения между игроками во время игры. В этом же году «Империя Онлайн» АО посещает Casual Connect в Берлине, Германия. В марте компания становится партнёром Play 3arabi — издатель мобильных игр в регионе MENA (Ближний Восток и Северная Африка).
Результатом совместного сотрудничества двух компаний является Kingdoms Online, которая адаптирована мобильная версия Империи Онлайн для носителей арабского языка в регионе. В этом же месяце Цветан Русимов является лектором в Global Mobile Game Confederation (GMGC) в Пекине. В том же месяце он участвует в Digital Games Conference (DGC) е Дубае, где он читает ещё одну лекцию.
В конце марта, совместно с Huawei Company, «Империя Онлайн» АО размещает свою популярную игру Империю Онлайн на HiGame — мобильная андроид платформа компании Huawei.
В апреле Цветан Русимов ведёт лекцию на Reboot Develop 2017. Он приглашен быть говорителем на Game Access в Чехии. В том же месяце Цветан Русимов участвует и в Casual Connect Asia.
В тот момент «Империя Онлайн» АО вошла в ТОП 25 компаний с самой высокой прибылью в болгарской ИТ индустрии, по мнению журнала Капитал. Мариела Цветанова, маркетинг директор в «Империи Онлайн» АО, является лектором во время Israel Mobile Summit, где презентирует «Beauty and the Beast of Brand Diversification».
В конце июля 2017 г. Цветан Русимов снова является лектором во время Pocket Gamer Connects в Сан-Франциско, где представляет «Why US Games Can’t Copy Their Own Success in China — And How To Fix This». Тем временем маркетинг директор Мариела Цветанова участвует в Game Development Summit (GDS), где тоже презентирует «Beauty and the Beast of Brand Diversification».
В Steam выходит средневековая игра с анимационной визией — Game of Emperors.
В августе Цветан Русимов участвует в Game Scope и Devcom как лектор.
В начале сентября оперативный директор является лектором в Dev.Play Conference. В то же время Мариела Цветанова ведёт лекцию в Pocket Game Connects в Хельсинки, где рассказывает о «Тор 10 Tips — How To Work With MENA Influencers».
Как премиум партнёр компании Huawei Mobile в октябре «Империя Онлайн» АО приглашена на официальное открытие HiApp Europe в Берлине. После этого Цветан Русимов и Мариела Цветанова являются лекторами в Game Connection в Париже. В конце года оперативный директор участвует в жюри IMGA в Китае второй раз. Game of Emperors становится доступной и на Windows.
- В январе 2018 г. Цветан Русимов снова жюри в Indie Prize, часть американского издания Casual Connect. В том же месяце маркетинг директор Мариела Цветанова участвует как лектор в Pocket Gamer Connects в Лондоне, с темой 'Social Media Manager vs. Community Manager: What’s the Difference?'.[25]

В феврале 2018 г. исполнительный директор Доброслав Димитров и оперативный директор Цветан Русимов посещают Mobile Games Forum в Лондоне. В марте они представляют компанию на GDC и Game Connection в Сан-Франциско. Месяц спустя маркетинг директор Мариела Цветанова и старший менеджер по развитию бизнеса Аня Шопова участвуют в конференции SheLeader в Софии. В конце месяца Цветан Русимов посетил Digital Games Conference. В мае 2018 г. Цветан Русимов является лектором на конференции Nordic Games.
Сразу после этого вместе с сотрудниками бизнес развития оперативный директор посещает Casual Connect в Лондоне, где Game of Emperors номинирована в Indie Prize Award. В это время Империя Онлайн уже доступна в Samsung Galaxy App Store и MI App Store India.
В июне 2018 г. Доброслав Димитров выбран председателем БАСКОМ. В августе компания представлена в Gamescom отделом бизнес развития и директорами. Тем временем компания выпускает свою новую издательскую программу для публикации игр.
В конце сентября исполнительный директор Доброслав Димитров является лектором в Game Dev Summit, в Софии. В то же время оперативный директор Цветан Русимов ведёт лекцию в Mobile Growth Summit.
В октябре отдел маркетинга и бизнес развития представляет компанию в Casual Connect в Сербии, где Kingdoms Online номинирована в Indie Prize, а оперативный директор ведёт лекцию.
В этом же месяце «Империя Онлайн» АО участвует в Sofia Games Night, незадолго до конференции Dev.Play, где Цветан Русимов снова ведёт лекцию. Через неделю Цветан Русимов посещает White Nights конференцию в Москве. Сразу после этого он выносит лекцию в Game Connection, в Париже, где вместе с менеджером по развитию бизнеса Марио Василевым представляют компанию на общем стенде с Telus.
В конце 2018 г. оперативный директор Цветан Русимов представляет компанию как премиум партнёр во время Huawei Eco-Connect в Риме, Италия. Тем временем с конца октября до середины декабря состоится восьмое издание Чемпионата мира Империи Онлайн, победителем становятся команда США. К концу года Империя Онлайн становится доступной в KakaoTalk и Onestore в Корее.
- В январе 2019 г. оперативный директор Цветан Русимов и менеджер по развитию бизнеса Марио Василев посещают PGC в Лондоне. Во время конференции Марио Василев берет участие в теме «Managing Your Community Across Platforms».

## Цифры
- К январю 2019 г. у «Империи Онлайн» АО насчитывается 40 миллионов зарегистрированных пользователей в игре Империя Онлайн.
- В Facebook странице компании почти 550 000 фанатов.
- Годовая прибыль «Империи Онлайн» АО за 2017 г. восходит на 5.3 миллионов евро.
- Прибыль за период 2012—2017 г. восходит на 33,2 миллионов евро.
- Офис компании располагается на 1,200 квадратных метрах в одном из самых современных зданий в Болгарии — Infinity Tower.[27]
- К январю 2019 г. в. «Империя Онлайн» АО насчитывается 55 сотрудников.
- «Империя Онлайн» АО и её продукты известны в 194 странах мира.

## Игры
| Заглавие           | Год  | Платформы                                             | Жанр                      | Описание |
| ------------------ | ---- | ----------------------------------------------------- | ------------------------- | --- |
| Imperia Online     | 2005 | Браузер, Steam, iOS, Android, Windows Phone           | MMORTS                    | Средневековая стратегическая игра, в которой игрок развивает свою империю с помощью строительства, исследований и сражений.                                                                   |
| Galactic Imperia   | 2007 | Браузер                                               | MMORTS                    | Игрок берёт контроль над командиром планеты, полной ресурсов, с помощью которых должны быть построены космические корабли и уничтожены враги.                                                 |
| Global Wars        | 2008 | Браузер                                               | MMORTS                    | Симуляция параллельной Вселенной, в которой существуют современные экономические, политические и военные системы и технологии для развития собственного государства и покорения других таких. |
| Imperial Hero      | 2009 | Браузер, Android                                      | MMORPG                    | Кросс-платформенная игра, которая переносит игроков в земли Аярской империи, которая ожидает всех героев, которые хотят приобрести славу, бессмертие и стать легендой.                        |
| Ludo               | 2009 | iOS, Браузер                                          | Turn-based Board Game     | Пошаговая игра для 2-4 человек. Одна из самых популярных семейных игр в мире. |
| Online Artillery   | 2010 | iOS                                                   | Turn-based cannon shooter | Римейк классической 8-битной игры Artillery. |
| Mad Moles          | 2014 | iOS, Android, Браузер                                 | Arcade game               | Основанная на классической whack-a-mole концепции с неожиданным поворотом. |
| Online Artillery 2 | 2014 | iOS, Android, Браузер                                 | Turn-based cannon shooter | Обновлённая версия Online Artillery с 2010 г. |
| Rocket Chameleon   | 2014 | iOS, Android                                          | Arcade game               | Увлекательный микс сочетания цветов и бесконечной гонки. |
| Egg Tales          | 2014 | iOS, Android                                          | Arcade, Jumper            | Аркадная игра о приключении яйца, которое оторвалось от своего гнезда и попало в страшную пещеру.                                                                                             |
| Ishi               | 2015 | Android                                               | Arcade game               | Аркадная игра, в которой игрок берёт контроль над каменным существом по имени Ishi и ищет свою дорогу через тёмные пещеры, собирая драгоценные камни и побеждая врагов.                       |
| Seasons of War     | 2015 | iOS, Android                                          | TBS                       | Пошаговая стратегия, в которой игрок является Руководителем далёких имперских поселений и расширяет их границы.                                                                               |
| Ludo Blitz         | 2015 | iOS, Android, Facebook, Windows Store, Браузер        | Turn-based Board Game     | Улучшенная версия семейной игры Ludo с 2009 г. |
| Golem Wars         | 2015 | iOS                                                   | TBS                       | Пошаговая стратегическая игра, в которой игрок является Руководителем армии големов. |
| Jolly Join         | 2015 | iOS                                                   | Puzzle game               | Очаровательная «color match» пазл игра. |
| Cluster Six        | 2015 | iOS, Apple TV                                         | Side-scroller game        | «Side-scroller» игра, которая отправляет игрока в будущее. |
| Robo Risk          | 2015 | iOS                                                   | Climbing simulator        | Sci-Fi симулятор скалолазания с автоматическим генерированием уровней и бесконечным игровым процессом.                                                                                        |
| YoHoHo             | 2015 | iOS                                                   | Arcade game               | Задача игрока держать капитана Флина над водой, пока тот плывёт по морю. |
| FlapOTron          | 2015 | iOS                                                   | Arcade game               | Игрок должен избегать башни, используя 3D Touch, чтобы контролировать Електрон. |
| Ishi Go            | 2015 | iOS                                                   | Arcade game               | Увлекательная игра, в которой игрок должен обходить скалы, используя 3D Touch. |
| Imperial Hero II   | 2015 | Браузер, Android, Facebook                            | MMORPG                    | Обновлённая версия Imperial hero с 2009 г. |
| Game of Emperors   | 2016 | Браузер, Steam, Android, iOS, Facebook, Windows Store | MMORPG                    | Игрок развивает свой город, строя военные и экономические здания, исследуя в университете, расширяя армию для сражений.                                                                       |
| MedCorps           | 2016 | iOS                                                   | Strategy, Simulation      | Игрок должен контролировать группу специалистов, бороться с болезнями, расширить свою организацию и спасти мир.                                                                               |
| Kingdoms Online    | 2017 | iOS, Android                                          | MMORTS                    | Адаптированная мобильная версия Империи Онлайн для арабского региона БИСА. |

## Обучение
В 2013 г. «Империя Онлайн» АО создаёт первую в своём роде школу для разработчиков игр в Болгарии. Первоначальное имя школы — «Имперский тренировочный лагерь». Первый сезон выпускает 40 профессионалов в сфере PHP/MySQL и Java/Android. Компания нанимает к себе на работу 20 из 40 выпускников, а остальных рекомендует другим компаниям в этой сфере деятельности.
Второй сезон Тренировочного лагеря привлекает ещё больше желающий. На этот раз квота увеличена до 80 человек. 30 из 62 выпускников наняты на работу в «Империи Онлайн» АО.
В третьем сезоне к «Империи Онлайн» АО присоединяется и другая болгарская компания — Trader.bg, а название школы переименовано на «ИТ Таланты — Тренировочный Лагерь».
Проводимые курсы в третьем сезоне: PHP/ MySQL, Java/ Android, JavaScript, Objective C/iOS и Java SE / Java EE. После завершение третьего сезона в 2015 г. бо́льшая часть обучаемых наняты на работу в компании.

Каждый год 180 кандидатов успешно завершают подготовку. «ИТ Таланты — Тренировочный Лагерь» сотрудничает с более чем 80 компании в ИТ сфере, предоставляя им обученных ИТ специалистов. Желание для участия в обучении проявляет больше 2000 человек за сезон, и только 200 самых мотивированных получают шанс принять участие в 5-месячном курсе.
«ИТ Таланты — Тренировочный Лагерь» является неправительственная организация с 2016 г. у которой есть Google Ad Grants. Это позволяет запуск бесплатных AdWords кампаний. С ноября 2017 г. община Бургас, Болгария, проводить 5-месячный курс с помощью ИТ Талантов. Это обучение проходит полностью бесплатно.

## Аутсорсинг
В мае 2015 г. «Империя Онлайн» АО создаёт частную компанию для ИТ аутсорсинга под названием «Империя Мобайл» ООО. До конца года у нового звена, под Руководством Радослава Гайдарского, насчитывается более 10 реализованных проектов. Аутсорсинг компания предлагает полный набор услуг для выполнения технических проектов, доверяя 165 профессионалов, среди которых есть разработчики, художники, дизайнеры, маркетологи и специалисты бизнес развития, которые работают в «Империи Онлайн» АО. В январе 2017 г. в «Империи Мобайл» ООО начинается процесс ребрендинга, когда в апреле он успешно завершён. Тогда имя компании изменяется на «Upnetix». У компании насчитывается более 50 успешно реализованных проектов. В сентябре 2018 г. компания становится частью Scalefocus.

## Награди и номинации
"Империя Онлайн АО выигрывает в категории «Корпоративная ответственность» наград БАИТ, получает номинацию и в категории «Образование».
Компанию назвали «Восходящей звездой» в рейтинге Deloitte как самую быстроразвивающуюся ИТ компанию в Европе за 2014 г. с ростом прибыли 498 %.
"Империя Онлайн номинирована по трём категориям Game Connection Awards 2014:
- ‘Promising IP’
- ‘Desktop Downloadable’
- ‘Hardcore Game’

«Империя Онлайн» получила номинацию "Разработчика 2014 года в The Appsters.
В 2015 г. «Империя Онлайн» АО получила награду от Deloitte как 14-я самая быстроразвивающаяся ИТ компания в Центральной Европе с ростом в прибыли 592 % за период 2011—2014 года.
В том же году «Империя Онлайн» АО номинирована в трёх категориях Бизнес наград Forbes Болгария 2015:
- Сотрудник года
- Развитие бизнеса
- Развитие HR

Сотрудник «Империи Онлайн АО, Илиан Илиев, получил награду за второе место в категории „Сотрудник года“ от журнала Forbes Болгария.
В 2016 г. в „Горячих новых продуктах“ категории Саундтрек были представлены два музыкальных альбома Империи Онлайн — музыка композитора Христо христова, которая находится в Тип 10 в Amazon.de, Германия.
В июне 2016 г. в Болгарских Гейм Наградах „Империя Онлайн“ АО была номинирована в категориях „Самое лучшее рабочее место“ и Разработчик года», тем временем другие две игры компании стали номинантами на премию в следующих категория:
- Imperial Hero II — «Самый лучший визуальный стиль», «Самый лучший мир», «Сама лучшая мобильная игра»
- Seasons of War — «Игра года»

В сентябре 2016 г. две игры «Империи Онлайн» АО номинировались в TIGA Games Industry Awards 2016 по следующим категориям:
- Imperial Hero II — за «Най-добра стратегия» и за «Най-добра ролева игра»
- Imperia Online — за «Игра на годината»

В январе 2017 г. «Империя Онлайн» АО стала номинантом как Национальный чемпион в двух категориях «Фокус клиента» Европейских Бизнес Наград.
В том же месяце «Империя Онлайн» АО получила номинацию в Бизнес наградах Forbes в категории "Клиентская политика.
Болгарская ассоциация информационных технологий номинировала компанию в следующих категориях:
- «Корпоративная социальная ответственность»
- «Развлекательное программное обеспечение»

В конце января одна из игр компании, Seasons of War, номинирована на премию «Indie» Casual Connect в Берлине.
В феврале игра Viber Emperors получила номинацию на 13-м издании Mobile Game Awards.
В апреле игра Kingdoms Online получает номинацию E-volution Awards Forbes Болгарии в категории «Going Abroad» — за успеное развитие международного бизнеса.
В этом же месяце игра Viber Emperors становится обладателем премии Webit Awards 2017, в Софии, в категории " Самый лучшее гейм приложение.
Исполнительный директор и сооснователь «Империи Онлайн» АО, Доброслав Димитров, выбран стать одним из финалистов юбилейного десятого издания конкурса «Менеджер года», который организован журналом Менеджер.
В сентябре 2017 г. основной продукт компании — Империя Онлайн — номинирован в категории «Самая любимая стратегия» TIGA Awards.
Месяц спустя «Империя Онлайн» АО номинирована в категории «Сотрудничества» The Global Entrepreneurship Monitor (GEM), как следствие коллаборации с Game Troopers на платформе Windows.
В декабре «Империя Онлайн» АО становится финалистом в Национальном конкурсе — «Инновационное предприятие года».
В конце 2017 г. «Империя Онлайн» АО выигрывает три отличия Бизнес наград Forbes в следующих категория:
- «Развитие бизнеса»
- «Клиентская политика»
- «Человеческие ресурсы»

В 2017 г. на наградах БАИТ «Империя Онлайн» АО отличилась в категории «Самый лучший болгарский продукт ИКТ» с игрой Kingdoms Online — полностью локализована на арабском рынке.
В январе 2018 г. «Империя Онлайн» АО становится финалистом Европейских бизнес наград в списке ‘One to Watch’ в Болгарии, категория «Международное развитие».
В мае 2018 г. игра Game of Emperors стала номинирована как Indie Prize во время Casual Connect в Лондоне. Сразу после это она объявлена победителем в Applovin Workshop, который прошёл в Сан-Франциско.
В октябре 2018 г. игра Kingdoms Online среди номинированный заглавий Indie Prize во время Casual Connect в Белграде.
TIGA 2018 номинировали игру Game of Emperors как самую лучшую стратегию.
«Империя Онлайн» АО получила награду от TUES к Техническому университету города София за вклад и развитие высшего заведения.
В ноябре 2018 г. получила награду с маркой "Высокие достижения в инновациях во время национального конкурса "Инновационные предприятия с ролевой игрой — Имперский герой II.